# Танака Фудзімаро
Тана́ка Фудзіма́ро (яп. 田中不二麿, たなかふじまろ; 1845—1909) — японський державний і освітній діяч, політик. 

## Життєпис
Народився в префектурі Айті. 
Був членом посольства Івакури до США та країн Європи, відповідав за дослідження системи освіти західних країн. Після повернення до Японії займав посаду віце-голови Міністерства культури. Спланував і реалізував реформу системи освіти, наблизивши її до німецьких стандартів. 
Згодом обіймав посади міністра юстиції, члена Таємної Ради при Імператорі Японії тощо.